# Мечеть Гунбад
Мечеть Шістдесяти Куполов — (бенг. ষাট গম্বুজ মসজিদ, відома також, як Мечеть Шейт Гумбат або Мечеть Гунбад) — одна з найдавніших (історичних) мечетей в Бангладеш. Розташована в Багерхаті, що у південній частині Бангладеш. Перший у країні пам'ятник Всесвітньої спадщини.

## Історія та архітектура
У середині 15-го століття мусульманська колонія була заснована в мангрових лісах Сундарбан, поблизу узбережжя в районі Багерхат, святим генералом на ім'я Хан Джахан Алі. Він проповідував у заможному місті під час правління султана Насіруддіна Махмуд Шаха, відомого тоді як «Халіфатабад». Хан Джахан прикрасив це місто більш ніж дюжиною мечетей, руїни яких зосереджені навколо найвеличнішої та найбільшої багатокупольної мечеті в Бангладеш, відомої як Шаїт-Гумбад Масджид (160'×108'). Будівництво мечеті почалося в 1442 році і було завершено в 1459 році. Мечеть використовувалася для молитов, а також була медресе і актовим залом.
Мечеть має незвичайно товсті стіни, із звуженої цеглини в стилі туглак, і елементи пізніших стилів. Є більш ніж сімдесят низьких куполів, інтер'єр розділений на багато проходів і прольотів тонкими колонами, які досягають найвищої точки в численних арках, які підтримують дах. Мечеть прикрашена головним чином теракотою та цеглою.

## Пригоди
У 2008 священний крокодил з'їв необережного паломника.